# Badhäuser (Braunau am Inn)

Vorderbad

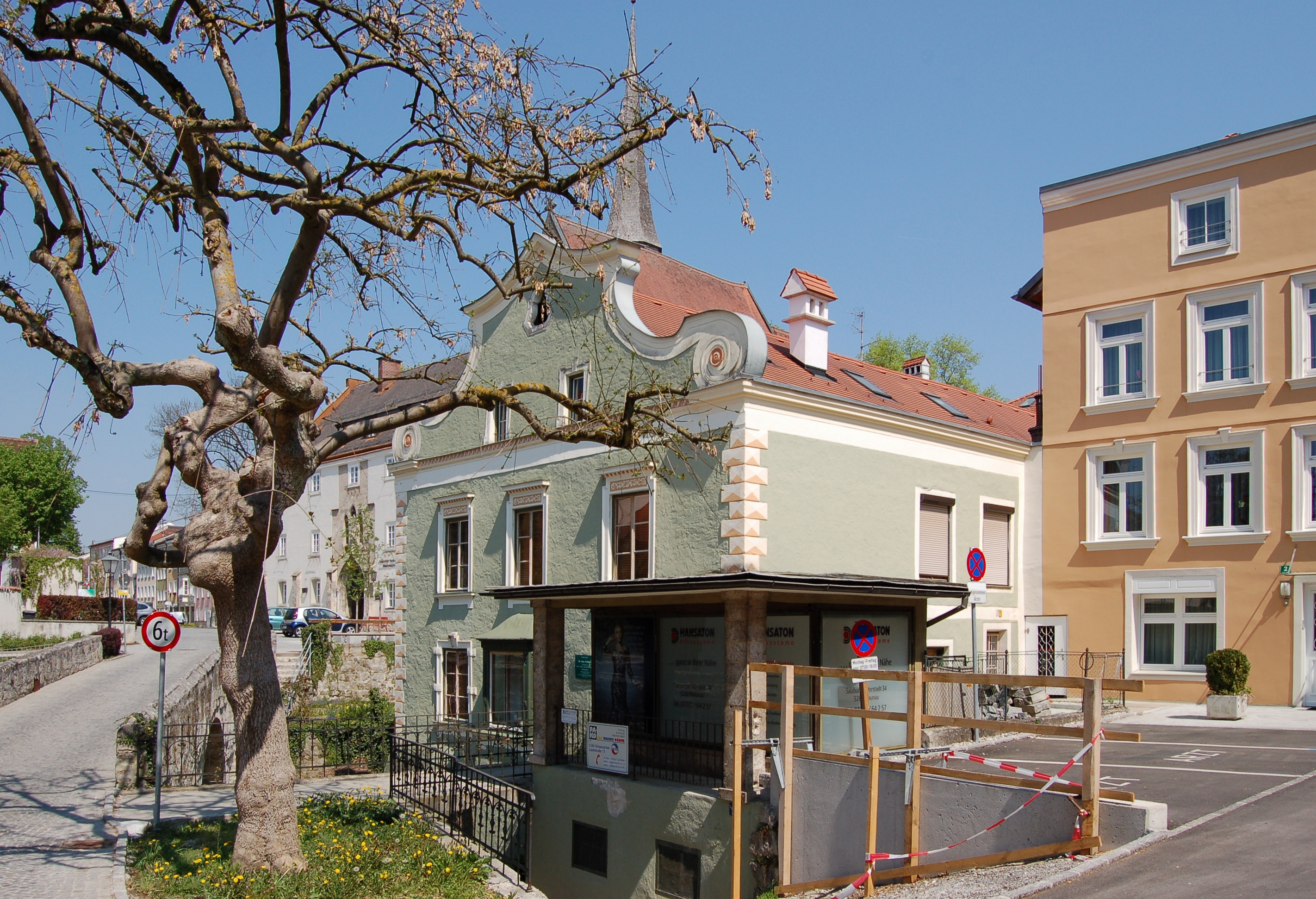
Mitterbad

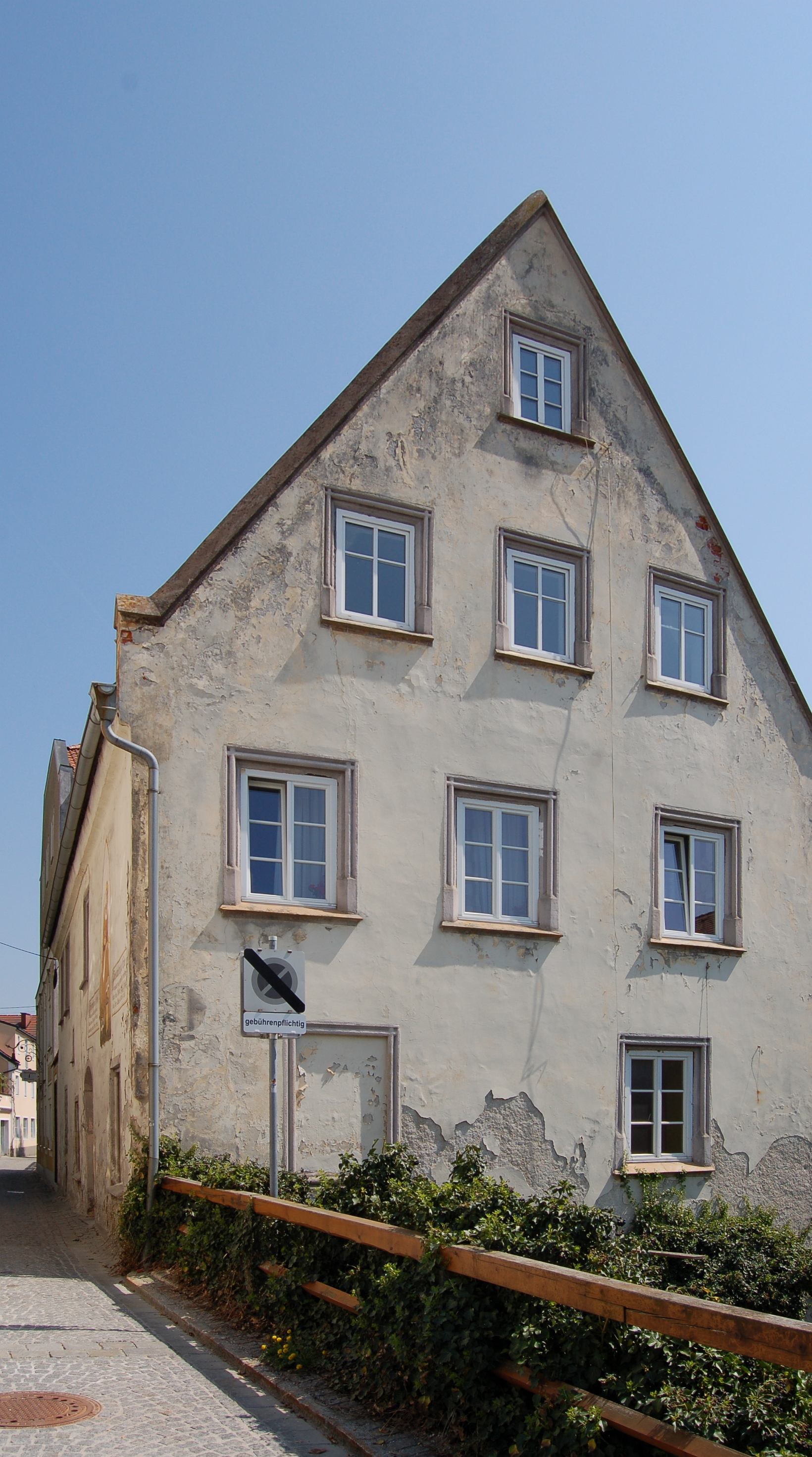
Hinterbad

Die Badhäuser in Braunau am Inn sind drei spätmittelalterlich-frühneuzeitliche Badehäuser in der mittelalterlichen Vorstadtsiedlung „Am Berg“ in der Stadt Braunau am Inn im gleichnamigen Bezirk in Oberösterreich. Die Bauwerke stehen unter Denkmalschutz.

## Beschreibung
Die drei ehemaligen öffentlichen, mittelalterlichen Badhäuser in der mittelalterlichen Vorstadtsiedlung „Am Berg“, die heute zum Altstadtbereich zählt, stehen direkt aufeinanderfolgend am Stadtbach. Das sogenannte Hinterbad, auch Spitalsbad genannt, an der Adresse Mühlengasse 2 nutzten die Bewohner des Bürgerspitals, das Mitterbad an der Adresse Am Berg 1 die reiche Bürgerschaft und das Vorderbad in der Färbergasse 13 die übrigen Stadtbewohner Braunaus.
Die Gebäude stehen jeweils in Hanglage am Stadtbach-Graben. Das eigentliche Badegeschoß mit der Badstube und den Nebenräumen wie Garderobe, Wärmestube, Ruheraum und Feuerungsstelle liegt immer im Untergeschoß des Bauwerks. Von dort konnte das Wasser durch Ableitungsrinnen direkt nach draußen bzw. in den Stadtbach geleitet werden. Die zweischiffigen, gewölbten Badstuben waren jeweils bachseitig. In den Erd- und Obergeschoßen befanden sich jeweils die Wohnungen der Bader sowie wahrscheinlich Gesellschafts- und Ruheräume für Badegäste. Sowohl die Gesamtanlage als auch die Gestaltung der einzelnen Objekte stellen im gesamten österreichisch-süddeutschen Raum in dieser Geschlossenheit ein selten erhaltenes Denkmal der Sozial-, Kultur- und Wirtschaftsgeschichte einer Stadt dar.
Der Anstieg von Krankheiten und dem Wissen darüber (z. B. Syphilis), die steigenden Holzpreise, die wachsende Beliebtheit von Wasserkuren in Mineralbädern sowie ein geändertes Körperbewusstsein führten zu einem Rückgang der Besucherzahlen im 18. Jahrhundert, sodass etwa das Vorderbad Ende des 18. Jahrhunderts geschlossen wurde. Im Vorderbad können die Reste der Badeanlagen heute in einem Museum besichtigt werden.